# Kyjevská duchovní akademie

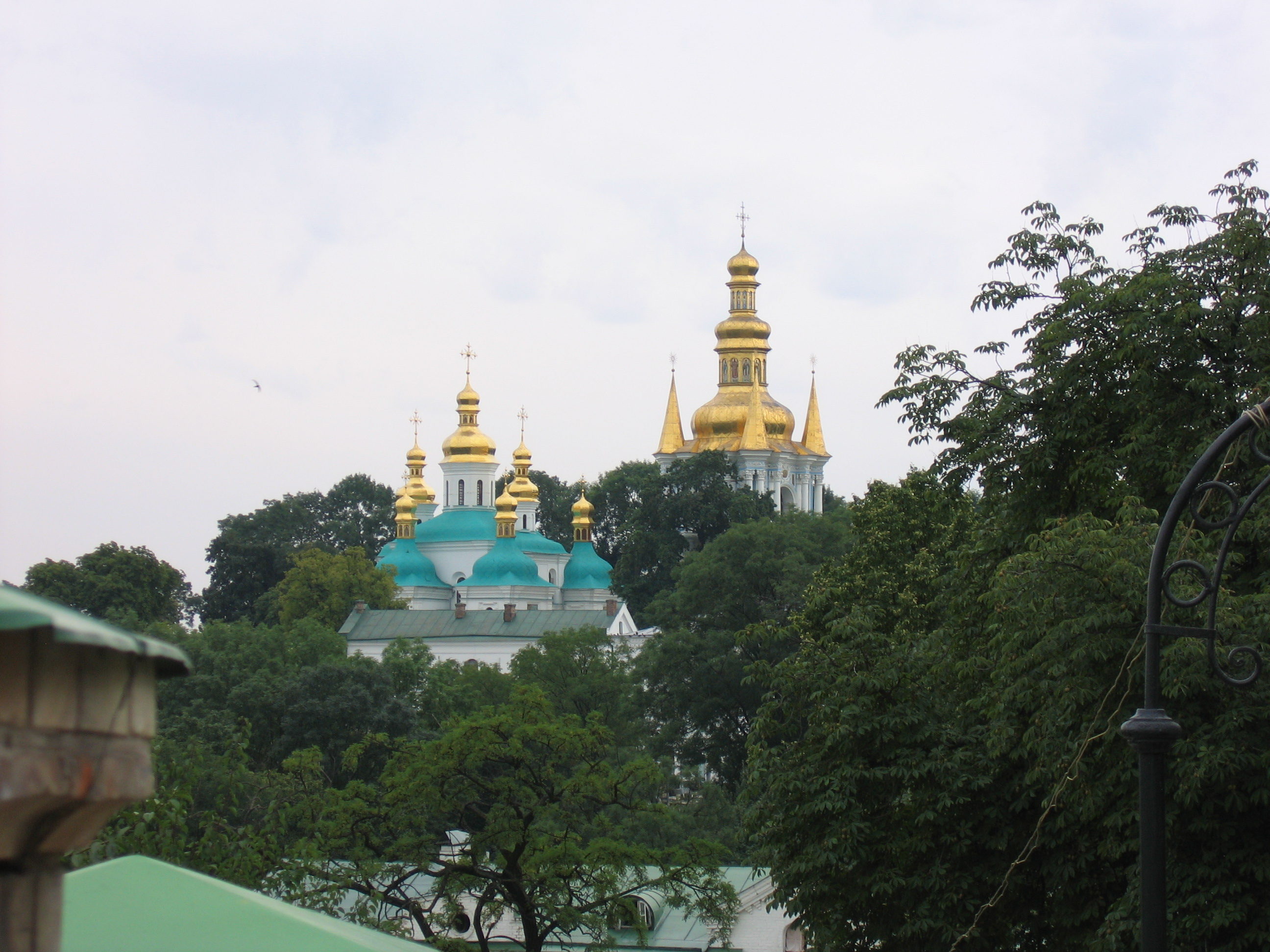
Chrám při Kyjevské duchovní akademii

Kyjevská duchovní akademie, (ukrajinsky Ки́ївська дух́овна акаде́мія, rusky Киевская духовная академия), pozdější Kyjevsko-mohyljanská akademie, je nejstarší vysoká škola Ukrajinské pravoslavné církve Moskevského patriarchátu, sídlící v Kyjevě. Její dějiny sahají do začátku 17. století, kdy Kyjevská metropolie spadala pod jurisdikci Konstantinopolského patriarchátu. Vyučující zdejší školy sehráli klíčovou roli při utváření vysokoškolského vzdělání v ruské říši v polovině 17. století.